# Лівермор (Каліфорнія)
Лівермор (англ. Livermore) — місто (англ. city) в США, в окрузі Аламіда штату Каліфорнія. Населення — 87 955 осіб (2020).

## Географія

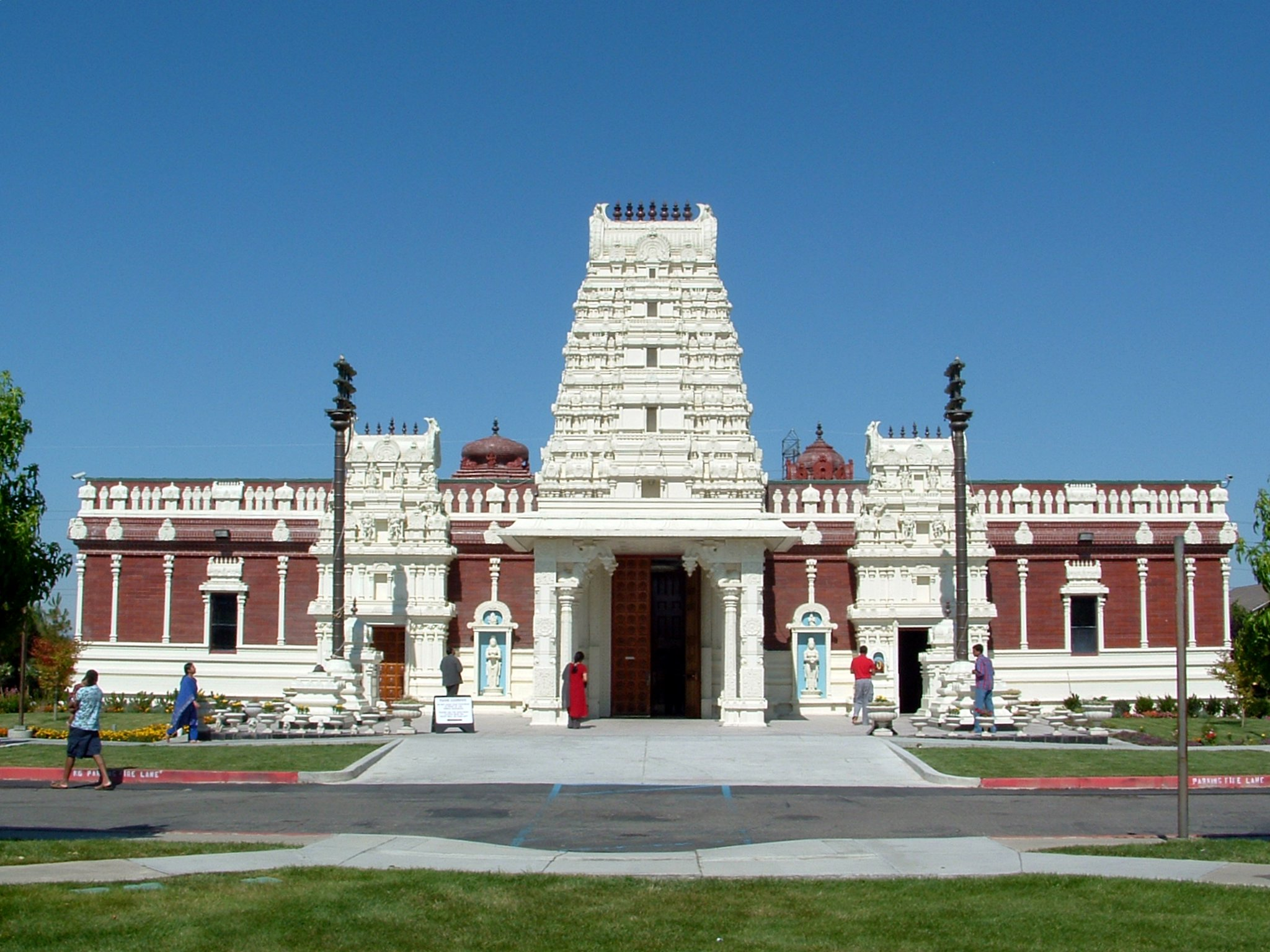
Індуїстський храм в Ліверморі

Лівермор розташований за координатами 37°41′13″ пн. ш. 121°45′45″ зх. д. / 37.68694° пн. ш. 121.76250° зх. д. (37.686823, -121.762621).  За даними Бюро перепису населення США в 2010 році місто мало площу 65,20 км², з яких 65,20 км² — суходіл та 0,01 км² — водойми. В 2017 році площа становила 69,82 км², з яких 69,81 км² — суходіл та 0,01 км² — водойми.

### Клімат
| Клімат : Лівермор                  | Клімат : Лівермор | Клімат : Лівермор | Клімат : Лівермор | Клімат : Лівермор | Клімат : Лівермор | Клімат : Лівермор | Клімат : Лівермор | Клімат : Лівермор | Клімат : Лівермор | Клімат : Лівермор | Клімат : Лівермор | Клімат : Лівермор | Клімат : Лівермор |
| Показник                           | Січ.              | Лют.              | Бер.              | Квіт.             | Трав.             | Черв.             | Лип.              | Серп.             | Вер.              | Жовт.             | Лист.             | Груд.             | Рік               |
| Абсолютний максимум, °C            | 25,0              | 26,7              | 31,1              | 35,6              | 42,2              | 45,0              | 45,0              | 44,4              | 45,0              | 41,1              | 33,9              | 26,1              | 45,0              |
| Середній максимум, °C              | 13,8              | 16,2              | 18,4              | 21,4              | 24,7              | 28,4              | 31,7              | 31,2              | 30,0              | 25,4              | 19,1              | 14,2              | 22,9              |
| Середній мінімум, °C               | 2,6               | 4,1               | 5,2               | 6,4               | 8,7               | 10,9              | 12,3              | 12,2              | 11,4              | 8,7               | 5,1               | 2,8               | 7,6               |
| Абсолютний мінімум, °C             | −7,8              | −6,1              | −5,6              | −1,7              | 0,0               | 3,3               | 2,2               | 2,2               | 1,7               | −1,7              | −5,6              | −7,8              | −7,8              |
| Норма опадів, мм                   | 75                | 63                | 55                | 25                | 11                | 3                 | 1                 | 1                 | 6                 | 17                | 39                | 65                | 361               |
| Днів з опадами                     | 10                | 9                 | 9                 | 6                 | 3                 | 1                 | 0                 | 0                 | 1                 | 3                 | 7                 | 9                 | 58,0              |
| Днів з дощем                       | 6                 | 6                 | 5                 | 3                 | 1                 | 0                 | 0                 | 0                 | 0                 | 2                 | 4                 | 6                 | 34                |
| Днів зі снігом                     | 0,0               | 0,0               | 0,0               | 0,0               | 0,0               | 0,0               | 0,0               | 0,0               | 0,0               | 0,0               | 0,0               | 0,1               | 0,1               |
| ---------------------------------- | ----------------- | ----------------- | ----------------- | ----------------- | ----------------- | ----------------- | ----------------- | ----------------- | ----------------- | ----------------- | ----------------- | ----------------- | ----------------- |
| Джерело: WRCC and pogodaiklimat.ru |                   |                   |                   |                   |                   |                   |                   |                   |                   |                   |                   |                   |                   |

## Демографія
Згідно з переписом 2010 року, у місті мешкало 80 968 осіб у 29 134 домогосподарствах у складі 21 299 родин. Густота населення становила 1242 особи/км².  Було 30342 помешкання (465/км²).
Расовий склад населення:
| - 74,6 % — білих - 8,4 % — азіатів - 2,1 % — чорних або афроамериканців - 0,6 % — корінних американців - 0,3 % — вихідців з тихоокеанських островів - 8,6 % — осіб інших рас |

До двох чи більше рас належало 5,4 %. Частка іспаномовних становила 20,9 % від усіх жителів.
За віковим діапазоном населення розподілялося таким чином: 25,5 % — особи молодші 18 років, 64,2 % — особи у віці 18—64 років, 10,3 % — особи у віці 65 років та старші. Медіана віку мешканця становила 38,3 року. На 100 осіб жіночої статі у місті припадало 98,6 чоловіків;  на 100 жінок у віці від 18 років та старших — 96,9 чоловіків також старших 18 років.
Середній дохід на одне домашнє господарство  становив 119 544 долари США (медіана — 100 992), а середній дохід на одну сім'ю — 131 638 доларів (медіана — 111 697). Медіана доходів становила 80 999 доларів для чоловіків та 53 865 доларів для жінок. За межею бідності перебувало 5,7 % осіб, у тому числі 5,3 % дітей у віці до 18 років та 6,0 % осіб у віці 65 років та старших.
Цивільне працевлаштоване населення становило 45 024 особи. Основні галузі зайнятості: науковці, спеціалісти, менеджери — 19,2 %, освіта, охорона здоров'я та соціальна допомога — 17,9 %, роздрібна торгівля — 10,8 %, виробництво — 10,7 %.

## Промисловість
У місті розташована відома Ліверморська національна лабораторія ім. Е.Лоуренса.

## Міста-побратими
- Йоцукайдо (яп. 四 街道 市), Японія
- Кесальтенанго (ісп. Quetzaltenango), Гватемала
- Снєжинськ (рос. Снежинск), Росія